# Фейерверк (фильм, 1997)
«Фейерверк» — криминальная драма кинорежиссёра Такэси Китано.
Официальное международное название фильма «HANA-BI» (яп. 花-火, фейерверк) пишется через дефис («HANA» — «цветы», символ жизни и любви, и «BI» — «огонь», символ жестокости и насильственной смерти).

## Сюжет
Главный герой картины Ниси — бывший полицейский детектив. Он уволился из полиции после трагического случая во время задержания: детектив Танака убит подозреваемым, двое других — молодой детектив Накамура и напарник Ниси Хориби — получили ранения. Став безработным, Ниси бо́льшую часть времени проводит, ухаживая за своей больной женой Миюки. Она замкнулась в себе после смерти их ребёнка, а в начале фильма Миюки ставят диагноз лейкемия.
Ниси одолжил под проценты деньги у якудзы и испытывает трудности с возвратом долга. Тем временем Хориби, ставший после ранения инвалидом, переживает глубокую депрессию. Его брак распался, он живёт в одиночестве. В разговоре с Ниси Хориби намекает на то, что подумывал о самоубийстве, и говорит, что занялся бы живописью, но не может позволить себе необходимые материалы.
Купив подержанное такси, Ниси перекрашивает машину в полицейские цвета и, одетый в форму полицейского, вооружённый сигнальным револьвером, совершает ограбление банка. Он возвращает долг, часть денег передаёт вдове Танаки, а для Хориби закупает краски и бумагу, после чего отправляется с женой в поездку по историческим достопримечательностям.
Накамура, узнав от вдовы Танаки о подарке от Ниси, даёт ей совет оставить деньги себе. Встретившись с Хориби, он узнаёт о купленных красках и, заметив у него сувенирный брелок, присланный Ниси, понимает, где следует искать бывшего полицейского. Тем временем по следу Ниси идут и якудза, также догадавшиеся, кто стоит за ограблением банка, и желающие отобрать у Ниси деньги якобы для хранения.
Якудза находят Ниси, но он всех убивает, оставив в револьвере два патрона. Одновременно его находит и Накамура, понявший, кто совершил ограбление. Ниси просит у него одну минуту времени и садится рядом с женой, которая неожиданно говорит ему «спасибо». За кадром слышатся два выстрела — зритель догадывается, что Ниси застрелил жену, а затем застрелился сам.

## В ролях
- Бит Такэси — Ниси
- Каёко Кисимото — Миюки, жена Ниси
- Рэн Осуги — Хориби
- Сусуму Тэрадзима — Накамура
- Макото Асикава — Танака
- Хакурю — телохранитель якудзы

## Призы
- Лучший актёр второго плана (Рэн Осуги), Yokohama Film Festival, 1999
- Лучший режиссёр (Такэси Китано), Venice Film Festival, 1997
- Приз критиков (Такэси Китано), São Paulo International Film Festival, 1997
- Лучший иностранный актёр (Такэси Китано), Russian Guild of Film Critics, 1999
- Лучший актёр второго плана (Рэн Осуги), Nikkan Sports Film Awards, 1998
- Лучшая операторская работа (Хидэо Ямамото), Mainichi Film Concours, 1998
- Лучший актёр второго плана (Рэн Осуги), Mainichi Film Concours, 1998
- Лучший фильм, Kinema Junpo Awards, 1999
- Приз зрительских симпатий, Kinema Junpo Awards, 1999
- Лучший фильм, Hochi Film Awards, 1999
- Лучший актёр второго плана (Рэн Осуги), Hochi Film Awards, 1999
- Лучший иностранный фильм, French Syndicate of Cinema Critics, 1998
- Лучший иностранный фильм, Film Critics Circle of Australia Awards, 1999
- Лучший иностранный фильм, European Film Awards, 1997
- Лучший иностранный фильм, César Awards, France, 1998
- Лучшая операторская работа (Хидэо Ямамото), Camerimage, Silver Frog, 1998
- Лучший актёр (Такэси Китано), Blue Ribbon Awards, 1999
- Лучший режиссёр (Такэси Китано), Blue Ribbon Awards, 1999
- Лучший фильм, Blue Ribbon Awards, 1999
- Лучший актёр второго плана (Рэн Осуги), Blue Ribbon Awards, 1999
- Лучшая музыка к фильму (Дзё Хисаиси), Awards of the Japanese Academy, 1999